# Zujevka (Kirovi terület)

Zujevka (oroszul: Зуевка) város Oroszország Kirovi területén, a Zujevkai járás székhelye.	
Lakossága: 11 198 fő (a 2010. évi népszámláláskor).

## Fekvése
A Kirovi terület keleti részén, Kirov területi székhelytől 120 km-re, a Csepca (a Vjatka mellékfolyója) bal partja közelében fekszik. Vasútállomás a transzszibériai vasútvonal északi ágának Kirov–Glazov közötti szakaszán. A transzszibériai vasútvonalon egyike a kevés állomásoknak, ahol szinte változatlanul megőrződött a legyezőszerűen kialakított mozdonydepo.

## Története
Az 1890-es évek végén, a Perm–Vjatka–Kotlasz vasútvonal építésekor, az állomás melletti településként jött létre. A forgalom megindulásakor (ezen a szakaszon 1898-ban) az állomásnál víztorony, járműtelep és összesen hét lakóház volt. 1929-ben a település járási székhely lett. A világháború idején lélekszáma a veszélyeztetett nyugati vidékekről, főként a Leningrádi területről evakuáltak révén ugrásszerűen megnőtt, ezért Zujevka 1944-ben városi rangot kapott. 